# Хвощ луговой
Хвощ лугово́й (лат. Equisetum pratense) — многолетнее травянистое растение; вид рода Хвощ семейства Хвощовые (Equisetaceae)

## Ботаническое описание

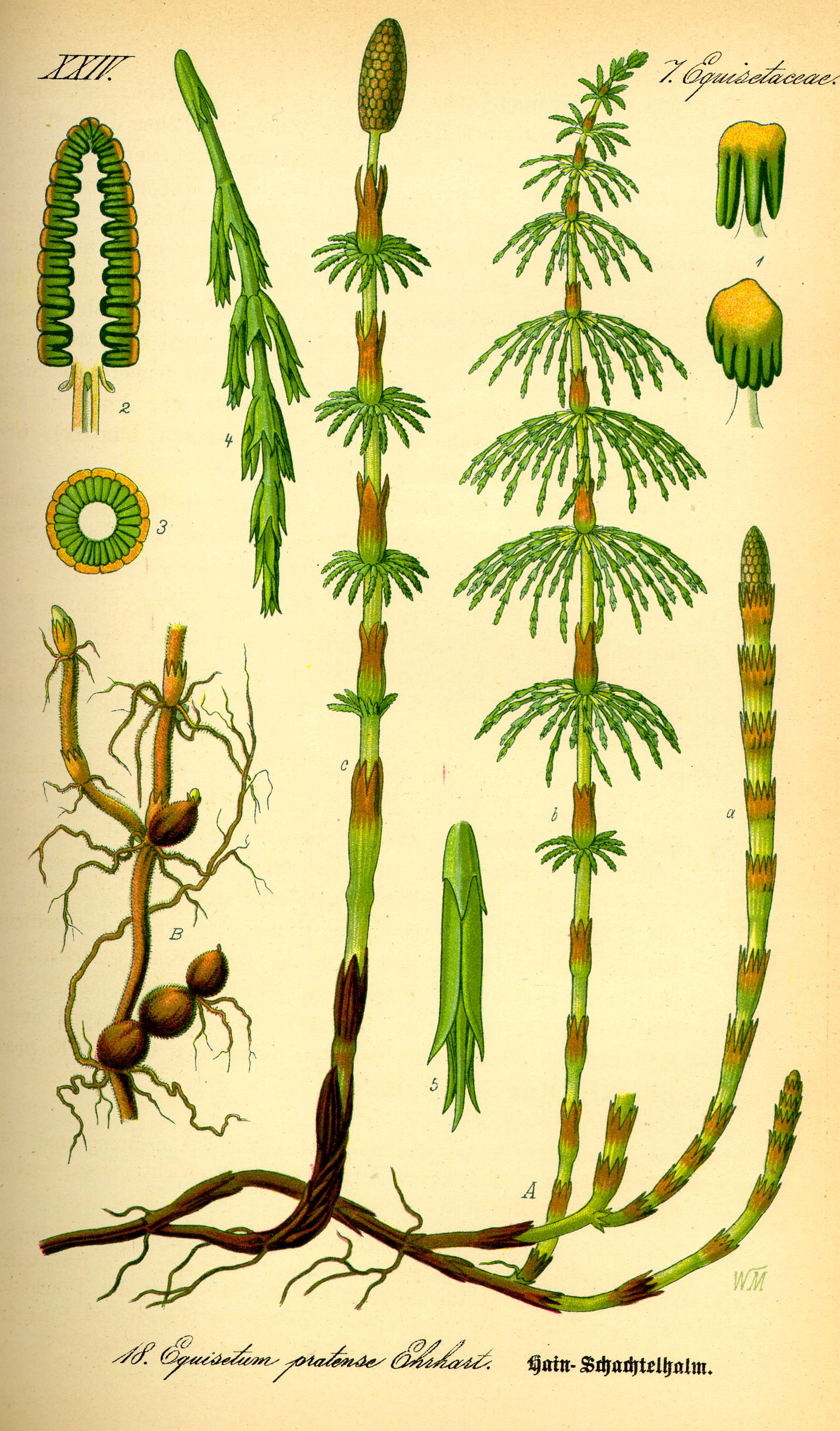

Корневищное многолетнее растение высотой 15—40(50) см. Корневище без клубеньков.
Отмирающие к зиме побеги двух очень похожих видов (диморфные): с многочленными равномерными мутовками веточек, дуговидно книзу отогнутых. Бесплодные вегетативные побеги прямостоячие, в верхней части густо усаженные острыми сосочками (хорошо видимыми в лупу), бледно-зелёные, или белёсо-зелёные, или зелёные или сизо-зелёные, внутри с большой центральной полостью и многими мелкими периферическими (стенки побегов составляют от 1/3 до 1/6 внешнего диаметра побега), с 8—16(18) узкими шершавыми ребрами и трёхгранными боковыми веточками без полостей. Веточки неразветвлённые (этим отличается от хвоща лесного (Equisetum sylvaticum L.), у которого веточки дважды или трижды разветвлённые), лишь изредка с единичными веточками второго порядка, обычно горизонтально распростёртые.
Плодущие весенние спороносные побеги — бледные, бурые или желтоватые, первоначально простые (неразветвлённые), после спороношения зеленеют, образуя боковые горизонтальные или дуговидные, отклонённые книзу простые веточки. Спороносные побеги появляются одновременно с вегетативными и после спороношения не отличимы от них (в этом отличие от хвоща полевого (Equisetum arvense L.): у того спороносные побеги развиваются значительно раньше вегетативных, рано весной; они красновато-белые, сочные, с бурыми колокольчатыми влагалищами, после спороношения не зеленеют и отмирают, а первое междоузлие веточек на вегетативных побегах в полтора — два раза длиннее соответствующих им стеблевых влагалищ): по созревании спор на них вырастают зелёные ветви, после чего они становятся на вид такими же, как бесплодные. Первое междоузлие веточек не длиннее стеблевых влагалищ. Стеблевые влагалища с 10—15 мелкими зубцами, срастающимися почти до половины (у хвоща лесного стеблевые влагалища с четырьмя — пятью крупными бурыми спаянными зубцами). Мутовки спороносных побегов от 1 до 1,5(1,7) см длиной.
Спороносные побеги несут на верхушке лишь один тупой спороносный колосок. Спорангии парные на внутренней стороне листа колоска. Споры все одинаковые с двумя пружинками, заростки двудомные. Спороносит в мае — июле. Хорошо размножается вегетативно.

### Химический состав
Растение содержит флавоноиды (в том числе кемпферол, кверцетин). В побегах обнаружены каротиноиды (в том числе β-каротин, γ-каротин, ликофилл, ликоксантин, лютеин).

## Распространение и среда обитания
Растёт в умеренных районах Северного полушария в смешанных, реже лиственных лесах, на лугах (особенно из-под сведённого леса), среди кустарников на влажных местах.
Широко распространён в Европе (Дания, Исландия, Ирландия, Норвегия, Великобритания, Австрия, Чехия, Германия, Польша, Швейцария, Италия, Румыния, Сербия, Черногория, Хорватия, Босния). В Азии произрастает в районах с умеренным климатом в Китае и Японии. В Северной Америке — от субарктических районов (Аляска и Юкон) на западе и полуострова Лабрадор на востоке до штатов Среднего Запада США на юге.
В России обыкновенен по всей территории, за исключением юго-восточных районов европейской части.
Описан из Европы. Тип в Женеве (гербарий Декандоля).

### Охранный статус
В американских штатах Иллинойс, Нью-Гэмпшир и Нью-Йорк вид Хвощ луговой причислен к угрожаемым видам (англ. threatened), в Нью-Джерси — к находящимся под угрозой исчезновения (endangered).

## Хозяйственное значение и применение
Сведения о кормовых качествах противоречивы. По некоторым данным, служит кормом лошадям, особенно в таёжных местах Сибири.
Применяется в народной медицине как мочегонное, при желудочно-кишечных заболеваниях, слабительное; можно использовать для окрашивания тканей.
Эскимосы употребляют в пищу сырые корни хвоща лугового с тюленьим жиром, заготовленные впрок корни хранят в жире.
В тибетской медицине надземная часть хвоща лугового применяется так же, как и хвоща болотного.
Молодые спороносные побеги пригодны в пищу.
| |  |  |  |  |
| Слева направо: молодое растение, взрослое растение, деталь вегетативного побега (увеличено), верхняя часть спороносного побега, спороносный колосок (увеличено) |  |  |  |  |